# Análisis multifractal

Un atractor extraño que exhibe escalado multifractal.

El análisis multifractal se usa para caracterizar sistemas dinámicos, procesos o construcciones geométricas, asignándoles una función llamada espectro multifractal o espectro de singularidad. De acuerdo con el análisis multifractal de ciertos sistemas o procesos multifractales, las estructuras se caracterizan a través de una gama de dimensiones fractales diferentes asociadas a una jerarquía de subconjuntos, cada uno de ellos de carácter fractal.
El análisis multifractal permite caracterizaciones más precisas de un proceso que involucra fractales, ya que es un hecho conocido que la dimensión fractal por sí misma no caracteriza una estructura fractal por completo, en el sentido de que dos conjuntos de la misma dimensión fractal pueden no ser (bi-Lipschitz) equivalentes.

## Introducción
Existen dos enfoques dentro del análisis multifractal:
- Las medidas multifractales, donde el carácter multifractal no se asocia a ningún conjunto concreto sino al comportamiento de una medida finita {\displaystyle \scriptstyle \mu \,} definida sobre todo {\displaystyle \scriptstyle \mathbb {R} ^{n}}. La medida es multifractal cuando el conjunto {\displaystyle \scriptstyle E_{\alpha }} cuya dimensión fractal local es precisamente {\displaystyle \scriptstyle \alpha }, tiene una dimensión fractal diferente de la dimensión fractal local. Eso se usa cuando existe una medida natural que resulte natural para representar cierto proceso.
- Los conjuntos multifractales, donde se considera un conjunto fijo pero se considera una familia uniparamétrica de dimensiones fractales diferentes. En este enfoque, el conjunto se considera multifractal cuando las diferentes dimensiones fractales del conjunto difieren pero en conjunto forman una función continua llamada espectro multifractal. Este enfoque se debe a que, aunque dos conjuntos que bi-Lipschitz equivalentes tienen la dimensión fractal, no es cierto que dos conjuntos de la misma dimensión fractal sean bi-Lipschitz equivalentes. Por tanto, una dimensión fractal por sí misma no caracteriza por completo a un conjunto.[1]

### Conjuntos multifractales
Cuando se usa el enfoque de caracterizar un conjunto mediante una familia uniparamétrica de dimensiones, el conjunto multifractal se trata como una variedad topológica, frecuentemente un espacio métrico. Un conjunto multifractal, en ese sentido, es un conjunto cuya dimensión de Hausdorff-Besicovitch excede a su dimensión topológica ({\displaystyle \scriptstyle D_{HB}>D_{T}}, fractal "en el sentido de Mandelbrot"), pero cuyas dimensiones de Rényi superiores son diferentes de la dimensión de Hausdorff-Besicovitch. En un conjunto multifractal, la dimensión de Hausdorff-Besicovitch difiere de la dimensión de información y de la dimensión de correlación (que a su vez difieren entre sí).
Un objeto multifractal es más complejo que un fractal simple autoescalante de dimensión fractal constante. Si un fractal de dimensión constante está complemente descrito por su dimensión fractal o exponente fractal (y en parte por su lagunaridad), la caracterización de un objeto multifractal requiere especificar un espectro de exponentes (llamado también espectro de singularidad).
Cualquier reunión de conjuntos fractales por sí sola no puede considerarse un multifractal; para ello es necesario que estén coordinados de cierta manera. Como norma general, se exige que el espectro de singularidad sea una curva convexa. El objetivo es garantizar que tanto el conjunto como cada una de sus partes sean invariantes bajo transformaciones de cambio de escala.
Los objetos aproximadamente multifractales son comunes en la Naturaleza y aparecen en geofísica, hidrodinámica (flujos turbulentos), astrofísica (evolución de las manchas solares) y cosmología (distribución de galaxias), así como en sistemas sociales.

## Ejemplos en la Naturaleza

### Flujos turbulentos
- El interés por los multifractales nace del estudio de las propiedades de los fluidos turbulentos con un alto número de Reynolds. Estos son los llamados fluidos en régimen de Turbulencia Completamente Desarrollada. En esos casos, la elevada turbulencia del fluido hace que su estructura abandone todas las simetrías afines propias del régimen laminar. A cualquier escala a la que se analice el fluido se encontrará que los grados de libertad no resueltos no son pequeñas variaciones o fluctuaciones sobre el régimen de mayor escala, sino que tienen amplitudes considerables, hasta el punto de que la dirección de la corriente está complemente indeterminada, aunque se conozca la dirección a una escala mayor.

| Campo de velocidades en flujo turbulento |                   |
|                                          |                   |
| (alta resolución)                        | (baja resolución) |

### Distribución de galaxias
Otro ejemplo de multifractal es la distribución de galaxias. Las estimaciones disponibles sugieren que el Universo es más bien un objeto multifractal cuya dimensión de Hausdorff-Besicovitch sería D0 ~ 2,1±0,1 y cuya dimensión de correlación D2 ~ 1,3±0,1.

## Descripción
Dado un sistema multifractal y una magnitud física {\displaystyle \phi (\cdot )} medida sobre él tiene localmente un comportamiento cualitativo dado por una ley potencial de la forma:

{\displaystyle \phi (\mathbf {x} +\mathbf {a} )-\phi (\mathbf {x} )\sim \|\mathbf {a} \|^{h(\mathbf {x} )}}

El exponente {\displaystyle h(\mathbf {x} )} se llama exponente de singularidad, ya que describe localmente el grado de singularidad o regularidad que presenta el comportamiento de la magnitud dada alrededor del punto {\displaystyle \mathbf {x} }. Es obvio, por ejemplo, que si {\displaystyle h(\mathbf {x} )<1}, entonces la magnitud presentará discontinuidades, ya que la derivada no existe por culpa de que el límite que la define no es finito.
El conjunto formado por todos los puntos que comparten el mismo exponente de singularidad se llama "variedad de singularidad de exponente h". La variedad de singularidad de exponente h es un conjunto fractal de dimensión D(h). La curva definida como el grafo de la función D(h), es lo que se llama espectro de singularidad y describe completamente la distribución (estadística) de la magnitud {\displaystyle \phi (\cdot )}.
En la práctica, sin embargo, el comportamiento de un sistema multifractal no se caracteriza directamente por su espectro de singularidad, sino más bien mediante los exponentes multiescala {\displaystyle \zeta (q),\;q\in {\mathbb {R} }}. Frecuentemente las magnitudes medibles de sistemas multifractales siguen una ley de invariancia de escala asociada a leyes potenciales asociadas a la escala {\displaystyle a}. Dependiendo del objeto de estudio, dichas magnitudes denotadas mediante {\displaystyle T_{X}(a)} suelen ser promedios locales en cajas de una retícula de lado {\displaystyle a} o variaciones espaciales a una distancia {\displaystyle a}, coeficientes de ondícula de escala {\displaystyle a}, etc. Para objetos multifractales, se observa una ley potencial global de escalado de la forma:

{\displaystyle <T_{X}(a)^{q}>\sim a^{\zeta (q)}\ }

al menos en un rango de escalas relevante y para algunos rangos de orden {\displaystyle q}. Cuando un sistema presenta este comportamiento, se dice que presenta invariancia de escala, autosimilitud o multiescalaridad.